# Carla Valette
Carla Valette est une étudiante en médecine, vidéaste web et influenceuse française. Elle est surtout connue pour sa chaîne TikTok où elle poste des vidéos de vulgarisation médicale et de son quotidien.

## Biographie
Originaire du département du Tarn, Carla Valette est la fille unique d'une aide-soignante et d'un gendarme.
Après un baccalauréat scientifique, elle est indécise sur son orientation professionnelle et choisit de se diriger vers le milieu médical à l'exemple de sa mère. Elle valide ensuite sa PACES, poursuivant ainsi ses études de médecine les années suivantes, accédant au statut d'externe tout en exerçant en parallèle des jobs étudiants.
Alors étudiante en cinquième année, elle co-fonde une plate-forme gratuite d'entraînement au concours d'internat pour les étudiants en médecine, accessible en ligne à partir de l'été 2020.
Après avoir téléchargé l'application TikTok durant le premier confinement lié à la pandémie de Covid-19, la Toulousaine y poste à partir de novembre 2020 des vidéos,, de durées généralement courtes et parfois corroborées d'animations en 3D, où elle y vulgarise la médecine, partage son quotidien hospitalier et répond à des questions liées au domaine de la santé,,. Ainsi, la française déclare que son objectif est de « rendre des informations santé accessibles à tous ». Les thématiques abordées sont diverses, telles que la sexualité, la dépression, les troubles alimentaires, les douleurs intercostales ou encore les phobies sociales,.
Le succès arrive rapidement puisque dès le premier trimestre 2021, sa chaîne dépasse le million d'abonnés, et l'étudiante en compte 2,5 millions en fin d'année.
En 2022, Carla Valette devient interne.
En octobre 2023 est mis en vente un jeu intitulé Les colles de la médecine qu'elle a créé. En décembre de cette même année, ce sont plus de 3 millions de personnes qui la suivent sur les réseaux sociaux.